# Molí del Pigat de Baix
El Molí del Pigat de Baix és un antic Molí hidràulic de l'Aleixar (Baix Camp) inclòs a l'Inventari del Patrimoni Arquitectònic de Catalunya.

## Descripció
Queden alguns vestigis d'aquest reduït molí, el qual és molt difícil de trobar a causa de l'espessa vegetació que el cobreix, la bassa està plantada d'avellaners i s'iniciava a frec de anterior molí dit de Dalt del qual en rebia l'aigua, sembla que aquest molí tingué en alguns temps altres utilitats derivades de la destil·lació de l'alcohol.